# Larráinzar
Larráinzar är en kommun i Mexiko.   Den ligger i delstaten Chiapas, i den sydöstra delen av landet, 700 km öster om huvudstaden Mexico City.
Följande samhällen finns i Larráinzar:
- San Andrés Larráinzar
- Chuchiltón Anexo Potobtic Dos
- Majoval
- San Cristobalito
- Jolnachoj
- Bayalemo Dos
- Chuchiltón
- Stenlejsotztetic
- Buenavista
- Muctahuitz
- Patentic
- Tzajalhó
- Meonho
- Nashinich
- Bashantic
- Tzutzbén
- La Laguna I
- Chonomyaquilho
- Unenaltic
- Tivo Alto
- Pontehuitz
- Bajoveltic
- Nintetic
- Pocoltón
- Yolté
- Chichelalhó
- Bachén
- Suytik
- Shanate
- Kaomtealhucum
- Tentic Bajo
- Jólbax
- Naxoch
- Luquilho
- Tiabnal Alto
- Chalotoj
- Nachitom
- Batzitetic
- Camtealhuchum II
- Yutch'Én
- Tajlebilhó
- Pathuitz
- Peña Blanca
- Noctic
- K'Ante'El
- Pechtón
- Natilyaxaltik
- Guacamaya